# (2111) Tselina
(2111) Tselina – planetoida z pasa głównego asteroid okrążająca Słońce w ciągu 5 lat i 90 dni w średniej odległości 3,02 au. Została odkryta 13 czerwca 1969 roku przez Tamarę Smirnową. Przed nadaniem nazwy planetoida nosiła oznaczenie tymczasowe (2111) 1969 LG.